# پادشاهی یوگسلاوی
پادشاهی یوگسلاوی (به صربی: Краљевина Југославија)، کشوری بود که در فاصلهٔ سال‌های ۱۹۱۸ تا ۱۹۴۱ در منطقهٔ بین بالکان باختری تا اروپای مرکزی وجود داشت. این کشور پس از جنگ جهانی اول و در ۱ دسامبر ۱۹۱۸ با اتحاد جمهوری اسلوونی، کرواسی، صربستان و پادشاهی صربستان تشکیل شد. جمهوری اسلوونی، کرواسی و صربستان از سرزمین‌های پیشین امپراتوری اتریش-مجارستان بود، ولی پادشاهی صربستان کشوری از پیش مستقل بود. پادشاهی یوگسلاوی در طی جنگ جهانی دوم و در سال ۱۹۴۱ مورد تهاجم و اشغال نیروهای محور قرار گرفت و به‌دلیل اتفاقاتی که بعداً رخ داد در سال‌های ۱۹۴۳ تا ۱۹۴۵ به‌طور رسمی از میان رفت. پس از آن، جمهوری فدرال سوسیالیستی یوگسلاوی بر سر کار آمد.

## گروه‌های نژادی
| گروه | جمعیت      | درصد   |
| --- | ---------- | ------ |
| صرب‌ها | ۴٬۶۶۵٬۸۵۱  | ۳۸٫۸۳  |
| کرووات | ۲٬۸۵۶٬۵۵۱  | ۲۳٫۷۷  |
| اسلونی‌ها | ۱٬۰۲۴٬۷۶۱  | ۸٫۵۳   |
| مردم بوسنیایی | ۷۲۷٬۶۵۰    | ۶٫۰۵   |
| Macedonians | ۵۸۵٬۵۵۸    | ۴٫۸۷   |
| Other Slavic | ۱۷۴٬۴۶۶    | ۱٫۴۵   |
| Germans | ۵۱۳٬۴۷۲    | ۴٫۲۷   |
| مردم مجار | ۴۷۲٬۴۰۹    | ۳٫۹۳   |
| آلبانیایی‌ها | ۴۴۱٬۷۴۰    | ۳٫۶۸   |
| مردم رومانی، ولاک and Cincars | ۲۲۹٬۳۹۸    | ۱٫۹۱   |
| ترک‌های آناتولی | ۱۶۸٬۴۰۴    | ۱٫۴۰   |
| یهودی | ۶۴٬۱۵۹     | ۰٫۵۳   |
| مردم ایتالیا | ۱۲٬۸۲۵     | ۰٫۱۱   |
| دیگر | ۸۰٬۰۷۹     | ۰٫۶۷   |
| مجموع | ۱۲٬۰۱۷٬۳۲۳ | ۱۰۰٫۰۰ |
| 1 Source: Banac, Ivo (1992). The National Question in Yugoslavia (2nd printing ed.). Ithaca, NY: Cornell University Press. p. 58. ISBN 978-0-8014-9493-2. (The table represents a reconstruction of Yugoslavia's ethnic structure immediately after the establishment of the kingdom in 1918.) |            |        |